# Xavier Montsalvatge

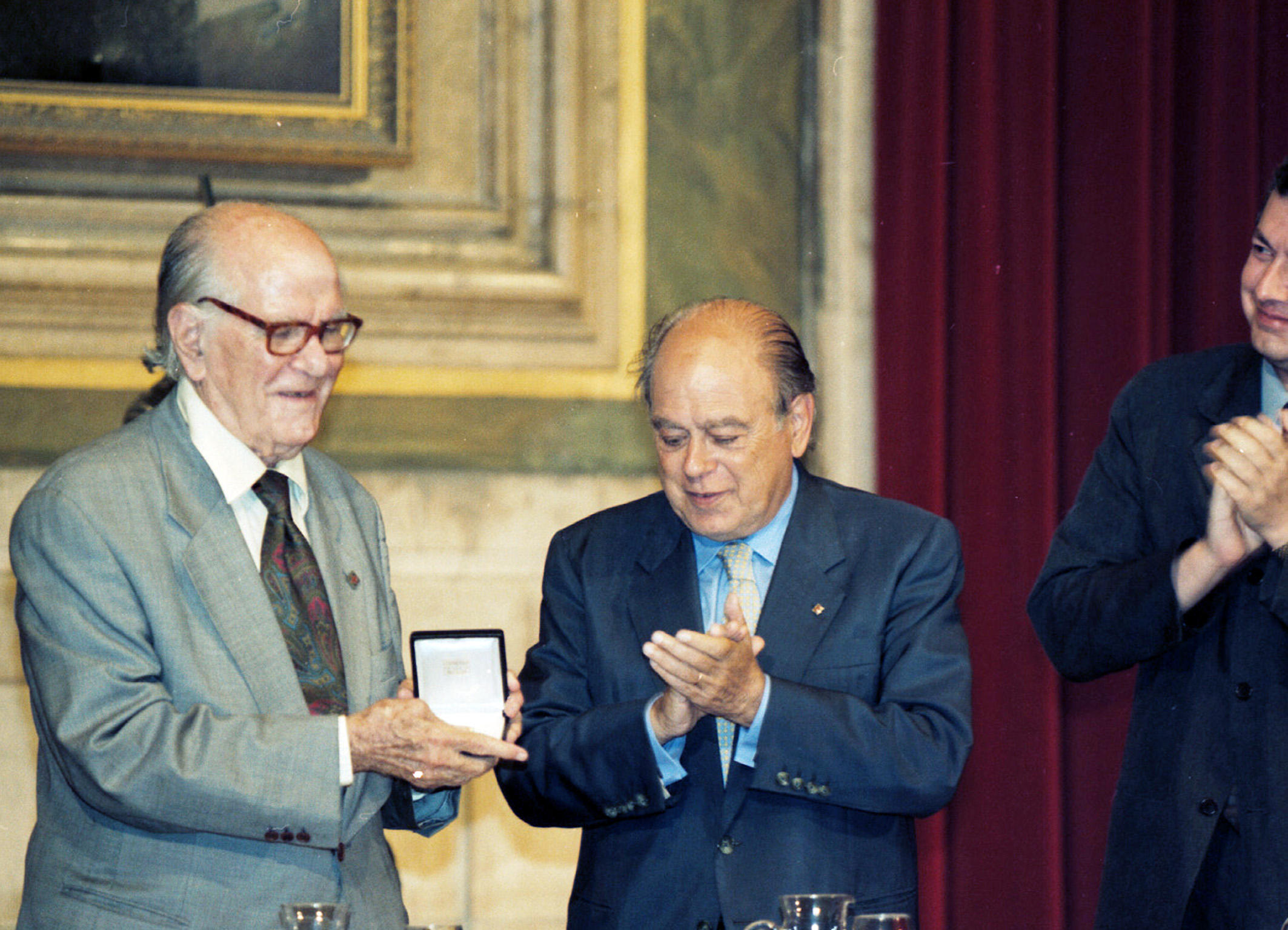
Xavier Montsalvatge, 1999

Xavier Montsalvatge (* 11. März 1912 in Girona; † 7. Mai 2002 in Barcelona) war ein spanischer Komponist und Musikkritiker aus Katalonien. Er gilt als eine der Schlüsselfiguren der spanischen Musik der zweiten Hälfte des 20. Jahrhunderts. 

## Biografie
Montsalvatge studierte Violine und Komposition am Konservatorium in Barcelona, dem Conservatori Municipal de Música de Barcelona, wo er später selbst Lehrer (ab 1970) und dann Professor für Komposition (ab 1978) wurde. Er war Schüler von Lluís Maria Millet, Enric Morera, Jaume Pahissa und Eduard Toldrà. Nach dem Spanischen Bürgerkrieg begann er als Musikkritiker für die Zeitung Destino zu schreiben (1942), deren Direktor er 1968 und 1975 war, sowie für die Tageszeitung La Vanguardia (ab 1962).
Sein musikalisches Werk ist in verschiedene Phasen einzuteilen. Zu Beginn ist es stark beeinflusst durch die Zwölftontechnik und den Wagnerianismus, die die katalanische Musikszene damals beherrschten (Sinfonía mediterránea 1949). Darauf folgte eine Epoche, in der er sich von der Musik der Antillen inspirieren ließ (Cinco canciones negras 1945, Cuarteto indiano 1952). Später unterhielt er Kontakt mit den französischen Komponisten Olivier Messiaen und Georges Auric, die seinen Stil entscheidend veränderten. Für diese Phase war die freie Polytonalität charakteristisch (Partida, 1958). Schließlich wurde er durch avantgardistische Stile beeinflusst.

## Werke
Die Werke Montsalvatges umfassen praktisch alle Gattungen, von der Oper (El gato con botas, Una voz en off) bis zur Kammermusik (Cuarteto indiano), dazwischen Orchesterwerke wie Desintegración morfológica de la Chacona de Bach, Laberinto o Sinfonía de réquiem oder die Sinfonía Mediterránea (1949), für die er den Preis der Musikhochschule erhielt. Seinen internationalen Ruhm verdankte er den Cinco canciones negras für Sopran und Orchester, in denen er Rhythmen und Themen der Musik der Antillen verwendete, und besonders der Canción de cuna para dormir un negrito. Er schrieb auch Musik für Kinofilme und wurde 1987 für den Goya für die beste Originalmusik nominiert, und zwar für den Film Dragón Rapide. 
Weitere Werke (Auswahl):
- Sonatina für Ivette (1962)
- Babel (1967)
- Homenaje a Manolo Hugué (1971)
- Serenata a Lydia de Cadaqués (1971)
- Reflexions-obertura (1975)
- Concert capriccio (1975) für Harfe und Orchester
- Fantasía (1985) für Harfe und Gitarre
- Tres Fados ilusorios (2000) für Gitarre (Fado da Mouraria, Fado da Regeira, Fado do Chiado. Die Titelbestandteile Mouraria und Chiado sind inspiriert durch die charakteristische Atmosphäre Lissaboner Stadtteile, und „Regeira“ ist eine enge Straße von Alfama.[1])
- Babel 46 (2002 uraufgeführt)

## Filmografie
- 1958: Blutige Rhapsodie (Rapsodia de sangre)
- 1959: Diego, der Geächtete (Diego Corrientes)
- 1968: España otra vez
- 1976: Die langen Ferien von 36 (Las largas vacaciones del 36)
- 1986: Dragón Rapide